# 1 серпня
1 серпня — 213-й день року (214-й у високосні роки) за григоріанським календарем. До кінця року залишається 152 дні.

## Свята і пам'ятні дні

### Національні
- Швейцарія: День Заснування Конфедерації. Національне свято Швейцарії
- Бенін: Національне свято Республіки Бенін. День Незалежності (1960)
- КНР: день заснування народно-визвольної армії (НВАК)[1]
- Польща: Національний день пам'яті Варшавського повстання

### Релігійні

#### Християнство
Католицизм
- День святих семи мучеників Макавеїв.
- День Святого Абгара V.
- День Святого Євсевія з Верчеллі.
- День Святого Етельвольда Вінчестерського.
- День Святого Петра Фавра.
- День Святого Альфонса Марія де Ліґуорі, Учителя Церкви.
- День Блаженних Новогрудських Мучениць.
  - День Блаженної Гелени Черпки, новогрудської мучениці.
  - День Блаженної Ядвіги Кароліни Жак, новогрудської мучениці.

Православ'я
- Маковія:
  - Винесення чесних древ животворчого Хреста Господнього.
  - Сімох мучеників Маккавеєвих: Авима, Антоніна, Гурія, Єлеазара, Євсевона, Алима і Маркела, матері їхньої Соломонії та учителя їхнього Єлеазара.
- Мучеників в Пергії Памфлійській: Леонтія, Атія, Олександра, Киндея, Минсифея, Киріака, Минеона, Катуна і Євклея.

#### Вікка
- Лугнасад.

## Події
- 30 до н. е. — флот римського полководця Октавіана (майбутній перший римський імператор Октавіан Август) увійшов до Александрії та узяв Єгипет під контроль Римської республіки.
- 30 до н. е. — покінчив життя самогубством римський державний діяч Марк Антоній
- 23 — римський воєначальник Юлій Цезар Друз, син імператора Тіберія, отруєний дружиною Лівіллою.
- 69 — повстання батавів: у римській провінції Нижня Германія германське плем'я батавів розпочало повстання проти римського правління під проводом Юлія Клавдія Цивіліса.
- 527 — Юстиніан I став одноосібним правителем Візантійської імперії.
- 607 — Оно но Імоко прибув до китайської держави Суї як посол від японської держави.
- 902 — фортеця Таорміна, останній оплот Візантійської імперії на острові Сицилія, захоплений армією арабських завойовників Аглабідів.
- 1192 — армія Річарда Левове Серце висадилася в районі Яффи та завдала поразки військам Саладина.
- 1291 — три кантони Швіц, Урі і Унтервальден підписали на галявині Рютлі союзний договір «на вічні часи», щоб разом боротися із ворогами — нове державне об'єднання стало прообразам Швейцарської конфедерації.
- 1492 — перша письмова згадка про Запорозьких козаків: під Тягинею, в низов'ях Дніпра, козаки взяли на абордаж османську галеру, з якої визволили невільників. Не маючи протидії, хан Менґлі I Герая змушений був вперше жалітися великому князю Литовському Олександру I на дії «черкас» з козацької ескадри.
- 1498 — мандрівник Христофор Колумб вперше ступив на землю континентальної Америки в районі півострова Парія (сучасна Венесуела). Вважаючи, що це острів, Колумб назвав його Isla Santa (Святий Острів) і проголосив власністю Іспанії.
- 1578 — розпочалася одна з найбільших арктичних експедицій: англійський мореплавець Мартін Фробішер на 15 кораблях вирушив на вивчення арктичної Канади.
- 1589 — король Франції Генріх III був смертельно поранений монахом Жаком Клеманом. Наступного дня бездітний Генріх III назвав своїм спадкоємцем на французькому престолі короля Наварри (Генріха IV).
- 1774 — британський вчений Джозеф Прістлі вперше отримав чистий кисень.
- 1780 — Швеція оголосила про свій постійний нейтралітет.
- 1793 — у Французькій республіці введено метричну систему мір і ваг, котра згодом стала основою міжнародної єдиної системи вимірів.
- 1798 — розпочалася Абукірська битва: британський флот адмірала Гораціо Нельсона здобув перемогу над французьким флотом (віце-адмірала Франсуа Брюеса).
- 1806 — німецькі держави Баварія, Вюртемберг, Баден, Гессен-Дармштадт, Нассау (обидві лінії), Берг, ерцканцлер Дальберг і вісім інших німецьких князівств оголосили про свій вихід із складу Священної Римської імперії.
- 1822 — російський імператор Олександр I підписав рескрипт «Про заборону таємних товариств і масонських лож». У молодості імператор сам був «вільним каменярем», і метою рескрипту була боротьба не з ложами, а з таємними товариствами (майбутніми декабристами), про діяльність яких стало відомо органам політичного розшуку.
- 1838 — рабство заборонене у переважній більшості колоній Британської імперії.
- 1876 — Колорадо стає 38-м штатом Сполучених Штатів Америки.
- 1914 — через чотири дні після оголошення Австро-Угорською імперією війни Королівству Сербія, Німецька імперія і Російська імперія оголосили війну одна одній, у Французькій республіці проведено загальну мобілізацію, а перші німецькі загони увійшли до Люксембургу, щоб почати наступ на Французьку республіку. Протягом наступних трьох днів Російська імперія, Французька республіка, Бельгія і Велика Британія утворили коаліцію у війні проти Австро-Угорської імперії та Німецької імперії. Почалась Перша світова війна, котра забрала життя 20 мільйонів людей.
- 1919 — в Угорщині повалена проголошена в березні радянська республіка.
- 1920 — у Відні сформовано закордонний (екзильний) уряд Диктатора ЗУНР, головна мета якого — домагатися відновлення незалежності ЗУНР дипломатичними засобами.
- 1923 — Раднарком УРСР ухвалив рішення про початок українізації.
- 1924 — у Буенос-Айресі (Аргентина) засновано українське товариство «Просвіта».
- 1925 — ліквідовано Катеринославську губернію відповідно до постанови ВУЦВК «Про ліквідацію губерень й про перехід на трьохступневу систему управління».
- 1936 — чергові Олімпійські ігри відкрив у Берліні Адольф Гітлер.
- 1941 — на зайнятій німцями території Західної України створено дистрикт «Галичина» з центром у Львові.
- 1943 — під Делятином нацисти розгромили загін Сидора Ковпака. З бойового донесення командира з'єднання: «Вранці 1 серпня противник кинув на висоту Шевка свою піхоту. Підпустивши її близько 8 і 9 роти 1 СБ впритул розстріляли її. Обхідні маневри супротивника із заходу, північного заходу і півдня теж були безрезультатними. Тоді нацисти обрушили на позиції партизан авіацію. Нальоти тривали безперервно з ранку до повної темряви. Результати цих нальотів були невеликі, але авіація сильно вимотувала особовий склад, виснажений переходами і голодуванням. Всього працювало безперервно 9 бомбардувальників.»

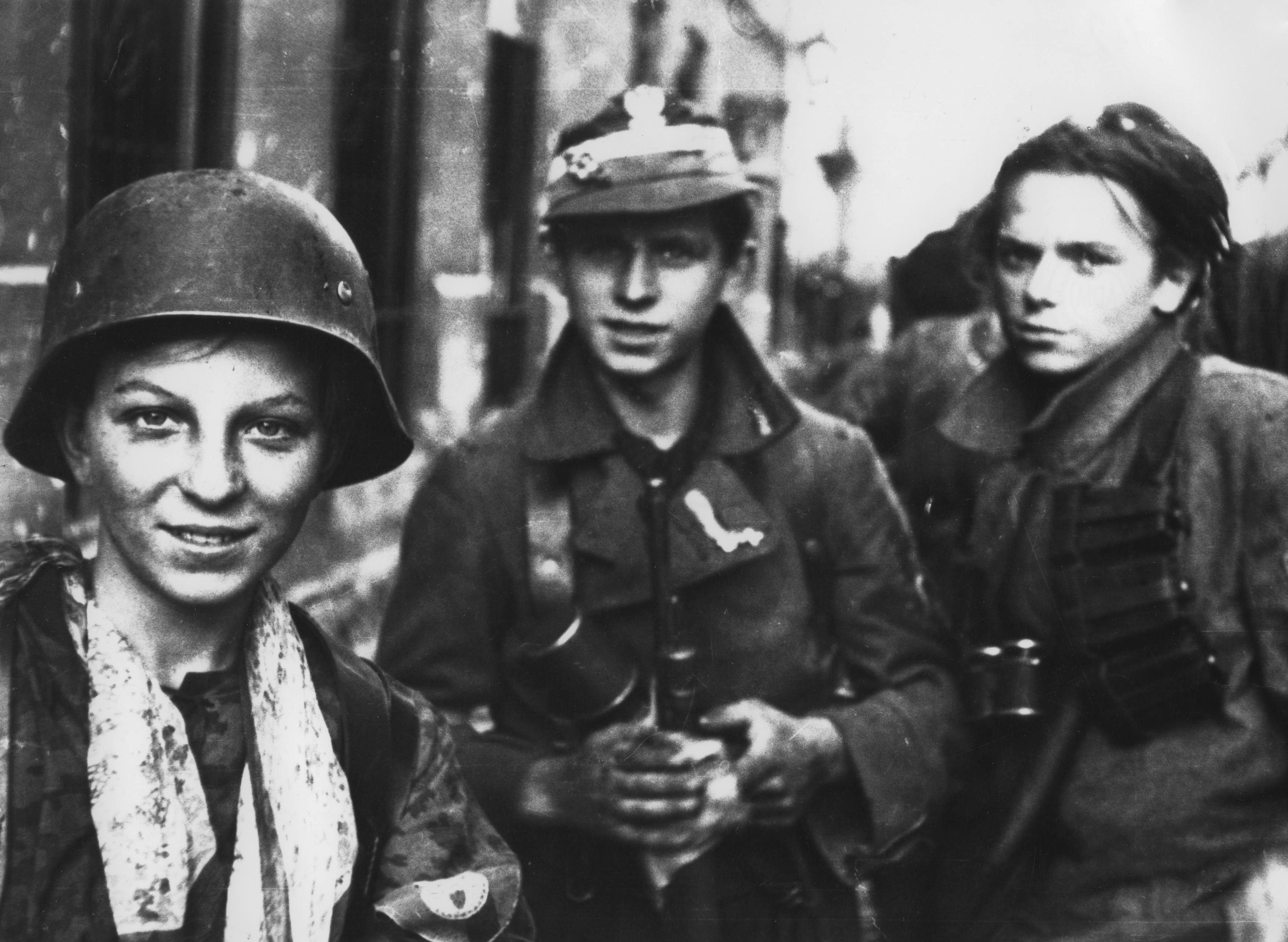
Молоді варшавські повстанці (1944)

- 1944 — о 17:00 за Варшавським часом почалося повстання у Варшаві (Варшавське повстання 1944 року).
- 1953 — швейцарський вчений Огюст Пікар разом із сином Жаком закінчив будівництво батискафа «Трієст», на якому в 1960 році Жак спуститься на дно Маріанської западини на глибину 10 916 м.
- 1960 — проголошена незалежна Республіка Дагомея (в 1975—1990 — Народна Республіка Бенін), сучасна Республіка Бенін.
- 1975 — у Гельсінкі керівниками 35 держав підписаний Заключний акт Наради з безпеки і співпраці в Європі, що підтвердив непорушність кордонів у Європі, що містив цілий звід принципів міждержавних відносин в умовах мирного співіснування, включаючи так званий «гуманітарний кошик».
- 1977 — у Києві відкрито Центральний будинок художника.
- 1990 — 500-ліття Запорозького козацтва.
- 1991 — Президент США Джордж Герберт Вокер Буш у Києві виголосив промову, в якій однозначно висловлювався за збереження СРСР і підтримку М. Горбачова.
- 1997 — у Військово-Морських Силах Збройних Сил України на підводному човні, який отримав назву «Запоріжжя», піднятий Військово-морський прапор України.
- 2000 — Моше Кацав став президентом Ізраїлю
- 2001 — у Німеччині набрав чинності закон про реєстрацію громадянських партнерств
- 2001 — Болгарія, Кіпр, Латвія, Словенія і Словаччина приєднались до Європейської агенції з охорони навколишнього середовища
- 2002 — високошвидкісна залізниця Cologne-Rhine/Main перейшла до регулярних пасажирських перевезень. В ФРН вперше почали курсувати пасажирські електропоїзди з швидкістю 300 км/год
- 2003 — терорист-самогубець підірвав себе у лікарні Моздока (Північна Осетія, Росія). 50 осіб загинули, понад 75 дістали поранення.
- 2005 — Абдалах ібн аль-Азіз аль Сууд коронувався на монарха Саудівської Аравії
- 2006 — московський арбітражний суд оголосив банкрутство Юкосу
- 2007 — вступила в дію реформа правопису німецької мови
- 2007 — обвал мосту I-35W через річку Міссісіпі у Міннеаполісі (США). 13 осіб загинули і більше сотні отримали тілесні ушкодження.
- 2007 — як мінімум 50 осіб загинуло і 60 було поранено у результаті теракту фанатика-самогубці в Багдаді
- 2007 — залізнична аварія біля Беналек (Конго). Загинуло близько 100 осіб, 128 поранені.
- 2008 — повне сонячне затемнення, яке можна було спостерігати переважно у північній та центральній частині Азії, а часткові фази - майже по всій Євразії.
- 2009 — екс-прем'єр Данії Андерс Фог Расмуссен став генсеком НАТО
- 2010 — набрала чинності Конвенція про касетні боєприпаси.
- 2010 —— вченими з Лідського університету відкрито «підводну річку» в Чорному морі[3]
- 2010 — розпочався вивід військовослужбовців Нідерландів з Афганістану
- 2014 — внаслідок зіткнення пасажирського і вантажного потягів поблизу вокзалу в місті Мангейм (ФРН). Четверо осіб тяжко поранених і вісімнадцятеро — шпиталізовано з травмами[4]
- 2016  — На базі частини ремонтних цехів ПАТ «Запоріжсталь» утворився Запорізький ливарно-механічний завод (Запоріжжя)

## Народились
Дивись також Категорія:Народились 1 серпня
- 10 до н. е. — Клавдій, римський імператор з династії Юліїв-Клавдіїв.
- 1495 — Ян ван Скорел, нідерландський художник і гуманіст, представник романізму, був універсально освіченою людиною.
- 1520 — Сигізмунд II Август, Король Речі Посполитої, один з ініціаторів польсько-литовської унії.
- 1659 — Себастьяно Річчі, італійський художник доби бароко. Венеційська школа.
- 1744 — Жан Батист Ламарк, творець еволюційної теорії, попередник Чарльза Дарвіна. Разом з німецьким природодослідником Готфрідом Рейнхольдом Тревіанусом ввів термін «біологія».
- 1754 — Сильвестр (Лебединський), український філософ та богослов, духовний письменник, єпископ Полтавський і Переяславський.
- 1779 — Френсіс Скотт Кі, американський юрист та поет, автор тексту державного гімну США
- 1819 — Герман Мелвілл, американський письменник.
- 1896 — Петро Самутин, український військовий діяч, генерал-хоружний Армії УНР, організатор УВВ.
- 1906 — Дезидерій Миллий, український художник
- 1920 — Богдан Осадчук, український публіцист, науковець, дослідник історії Центральної та Східної Європи
- 1932 — Люк Монтаньє, французький вірусолог, лавреат Нобелівської премії з фізіології і медицини 2008
- 1936 — Ів Сен-Лоран, французький кутюр'є.
- 1939 — Роберт Джеймс Воллер, американський письменник.
- 1949 — Джим Керролл, американський поет, прозаїк, панк-музикант.
- 1951 — Томмі Болін, американський гітарист
- 1997 — Катерина Білохвіст, видатна українська менторка, авторка освітньої гри "На емоціях"

## Померли
Дивись також Категорія:Померли 1 серпня
- 30 до н. е. — Марк Антоній, римський воєначальник та державний діяч (скоїв самогубство).
- 1115 — Олег Святославич, руський князь з династії Рюриковичів. Патріарх роду Ольговичів.
- 1464 — Козімо Медічі, флорентійський банкір і державний діяч, найбагатша людина Європи, неофіційний правитель Флорентійської республіки з 1434 року.
- 1714 — Анна Стюарт, королева Англії, Шотландії (після їхнього об'єднання 1707 — Королівства Великої Британії) та Ірландії.
- 1911 — Конрад Дуден, німецький філолог, укладач словника німецької мови.
- 1913 — Леся Українка, письменниця, поетеса, громадський діяч. Похована у Києві на Байковому кладовищі.

- 1931 — Микола Юнаків, генерал-полковник, один з найвищих рангом генералів Армії УНР.
- 1969 — Борис Гмиря, видатний український оперний і камерний співак (бас). Народний артист СРСР (1951), лауреат Сталінської премії (1952).
- 1997 — Святослав Ріхтер, український радянський піаніст-віртуоз.
- 2005 — Фахд ібн Абдель Азіз Аль Сауд, король Саудівської Аравії.
- 2009 — Корасон Акіно, президент Філіппін в 1986—1992 роках
- 2014 — Валентин Белькевич, білоруський та український футболіст та футбольний тренер.